# 葉綠素電池
葉綠素電池是一種有機電池，2008年由國立虎尾科技大學教授廖重賓與研究生楊秉晃、陳俊郎共同研發。其正負極由隔離膜隔開，其中正極由電解質製成，而負極上方則有碳棒用來通電，外部則由防水紙製成。不含汞、鋰等，丟棄後將被大自然分解。於任何液體中，10秒內即能發電，沒電時放入液體10秒可重複使用。成本低，售價不到新台幣5元。效率高。因而獲得2008年台北國際發明展金牌獎。

## 構想
葉綠素電池的構想來自植物的光合作用，即葉綠素（chlorophyll）吸光、遇水後，會先成為離子態，再進行化學反應。
電池的基本結構包含電解質與導電材質等，若將其中電解質以葉綠素替代，加水形成離子態後，一樣會有發電效果。
特別的是，葉綠素形成離子態後，還可與水進行氧化還原反應，產生電流。

## 難題
葉綠素電池的最大難題是葉綠素為弱電解質，一開始研發的原型只能產生約 0.7V 的電壓、1mA 的電流（一般碳鋅電池的電壓約1.5V電流約 1200 mA）。
為了改善情況，一開始研究人員提高葉綠素使用量，並增加接觸水的面積，將粉狀葉綠素壓實做成片狀，外覆以鋁箔紙捲曲起來，再讓其吸水產生電力。
然而單單讓電池充份吸水，就得花兩個多小時，而且吸水量太多又會破壞電池結構，因此增加葉綠素並非理想做法。
於是又以改善電池結構，並嘗試實驗各種集流體材料（收集正、負電子的載體），終於做出可以取代 3 號電池的有機電池，其電壓為 1.5V、電流在 850mA 以上電化學電池。

## 優點
- 未來若量產，價錢較一般乾電池低。
- 使用葉綠素有機成分的部分，可以自然分解，再度回歸到大自然，就這點較沒有環境污染的問題。
- 有水溶液便能發電，且可以重複使用，在野外生活時也可以使用。
- 電的轉換力較太陽能電池高。[4]

## 缺點
- 發電效率低。
- 葉綠素為弱電解質，即便已經研發出較好的結構，但其電壓與電流數值仍不達一般乾電池的數值高。
- 電池續航力較一般的電池來的低。
- 如果在製造過程中需耗費大量能源，那麼即便是有機也不見得環保。
- 使用上的普遍性和耐用性需要再探討[4]